# 콘월리스 경의 항복
콘월리스 경의 항복(영어: Surrender of Lord Cornwallis)은 존 트럼불의 유화이다. 1820년에 완성된 이 그림은 현재 워싱턴 D.C. 미국 국회의사당의 로툰다에 걸려 있다.
이 그림은 1781년 10월 19일 버지니아주 요크타운에서 영국의 찰스 콘월리스 백작이 항복하는 모습을 묘사하고 있으며, 이는 요크타운 전투를 종결시키고 사실상 미국의 독립을 보장했다. 그림에는 요크타운 포위전에 참여했던 많은 미국 군 지휘관들이 포함되어 있다.
1781년 10월, 조지 워싱턴 장군의 요크타운 포위전 성공으로 사실상 미국 독립 전쟁의 주요 전투는 종결되었다. 대륙육군과 연합군은 그곳에서 찰스 콘월리스 경이 이끄는 영국군을 격파했으며, 10월 17일 콘월리스는 미국군의 공격뿐만 아니라 질병, 보급품 부족, 악천후, 그리고 실패한 철수 작전으로 고통받은 후 휴전 깃발을 올렸다.

## 위임
화가 존 트럼불 (1756–1843)은 미국 독립 전쟁 초기에는 군인으로 조지 워싱턴과 호레이쇼 게이츠의 보좌관으로 복무했다. 1777년에 군에서 사임한 후 그는 화가로서의 경력을 추구했다. 1785년에 그는 미국 독립 혁명의 주요 사건들을 기념하기 위한 일련의 대규모 그림에 대한 아이디어를 스케치하기 시작했다. 영국에서 시간을 보낸 후 그는 1789년에 뉴욕으로 돌아와 이 그림에 사용할 인물들의 초상화를 스케치했다. 1791년에 그는 요크타운 (버지니아주)로 여행하여 항복 현장의 풍경을 스케치했다.

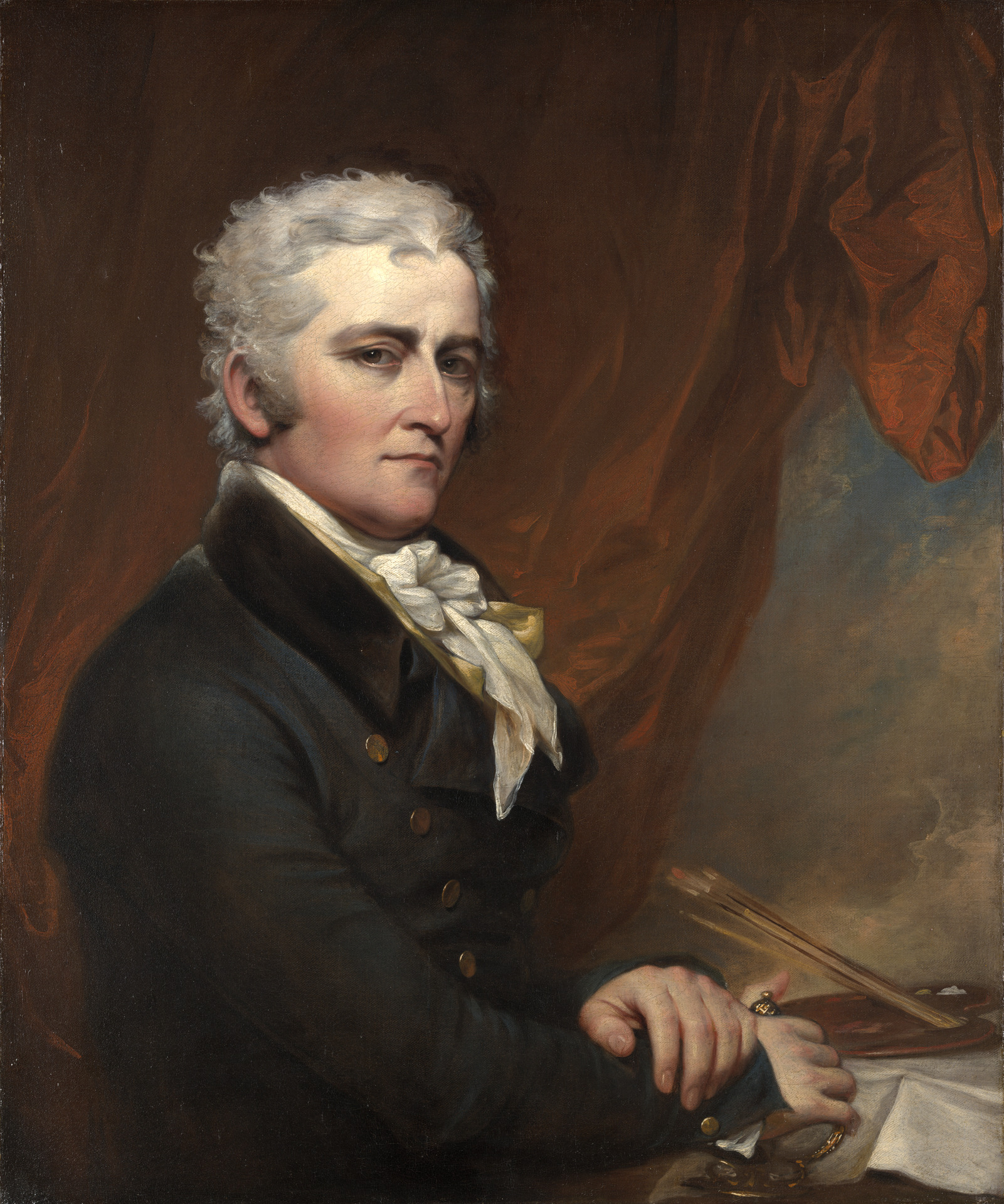
트럼불의 자화상

미영 전쟁이 끝난 후 영국에서 돌아온 그는 미국 의회에 이 아이디어를 제안했다. 그의 신청서와 성공적인 전시를 통해 1775년 6월 17일 벙커 힐 전투에서 워렌 장군의 죽음과 1775년 12월 31일 퀘벡 공격에서 몽고메리 장군의 죽음, 그리고 다른 제안된 그림들에 대한 연구를 바탕으로, 의회는 1817년에 그에게 4점의 대형 그림을 의뢰하기로 투표했으며, 이 그림들은 미국 국회의사당 로툰다에 걸릴 예정이었다.
가격은 그림당 8,000달러로 정해졌으며, 크기와 주제는 제임스 매디슨 대통령이 결정하기로 했다. 12피트 x 18피트 (370cm × 550cm)의 크기가 합의되었고, 네 그림의 주제도 합의되었다: 독립선언, 버고인 장군의 항복, 콘월리스 경의 항복, 그리고 조지 워싱턴 장군의 사임. 트럼불은 다음 8년간 이 의뢰를 실행하여 1820년에 이 그림을 완성했다. 이 그림은 뉴욕, 보스턴, 볼티모어에서 전시된 후 워싱턴 D.C.로 왔으며, 트럼불은 1820년 말에 국회의사당 로툰다에 그림을 걸도록 감독했다. 그 이후로 그곳에 남아 있다.
트럼불 자신은 1828년에 그림을 닦고 광택을 냈으며, 그 이후로 주기적으로 유지보수되었다. 1971년에는 캔버스를 뚫을 정도로 세게 던져진 페니로 인한 손상이 수리되었다. 모든 로툰다 그림들은 2008년에 가장 최근에 청소되었다.

## 묘사

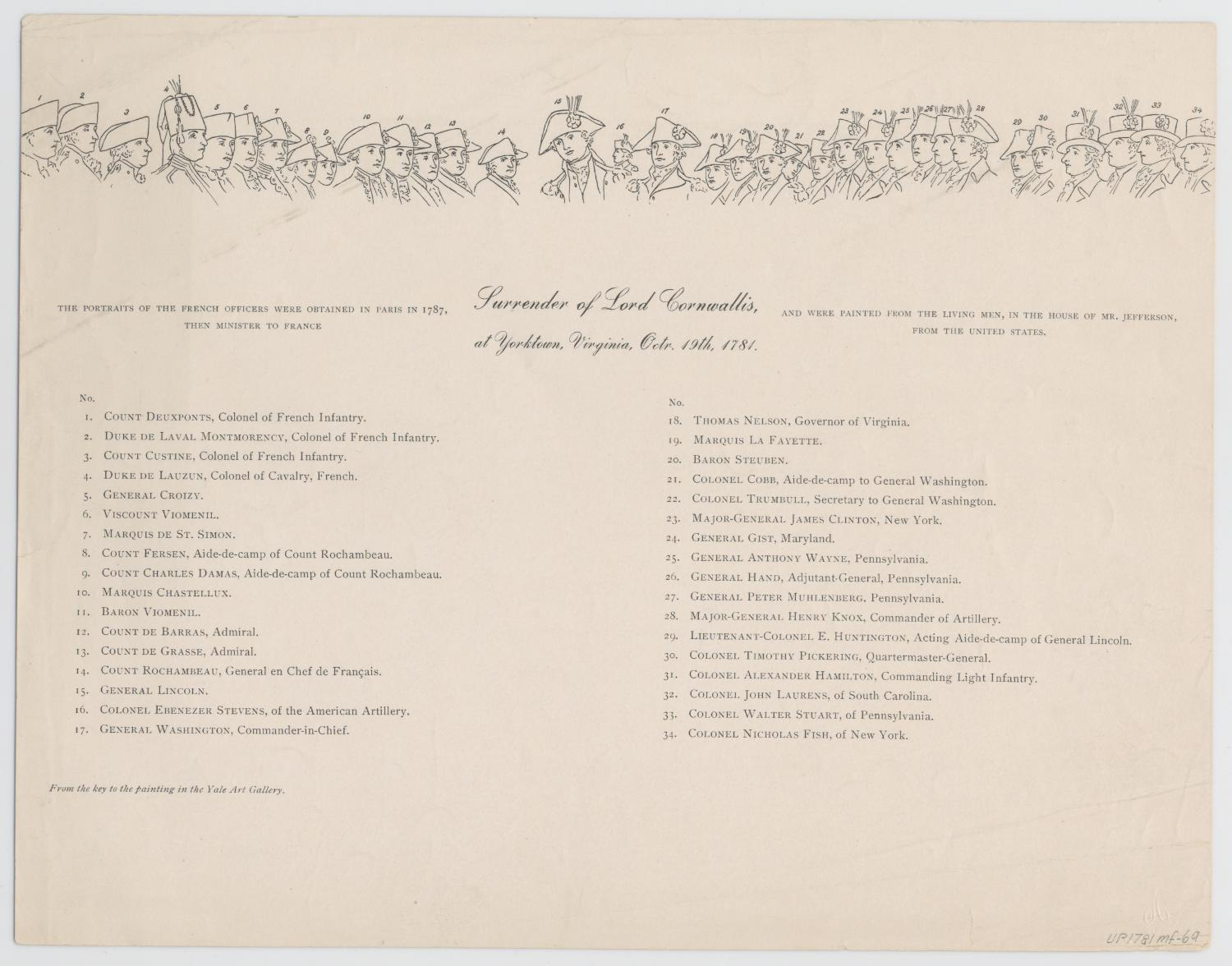
트럼불이 그림 속 프랑스군과 미군 장교를 식별하기 위해 준비한 설명서

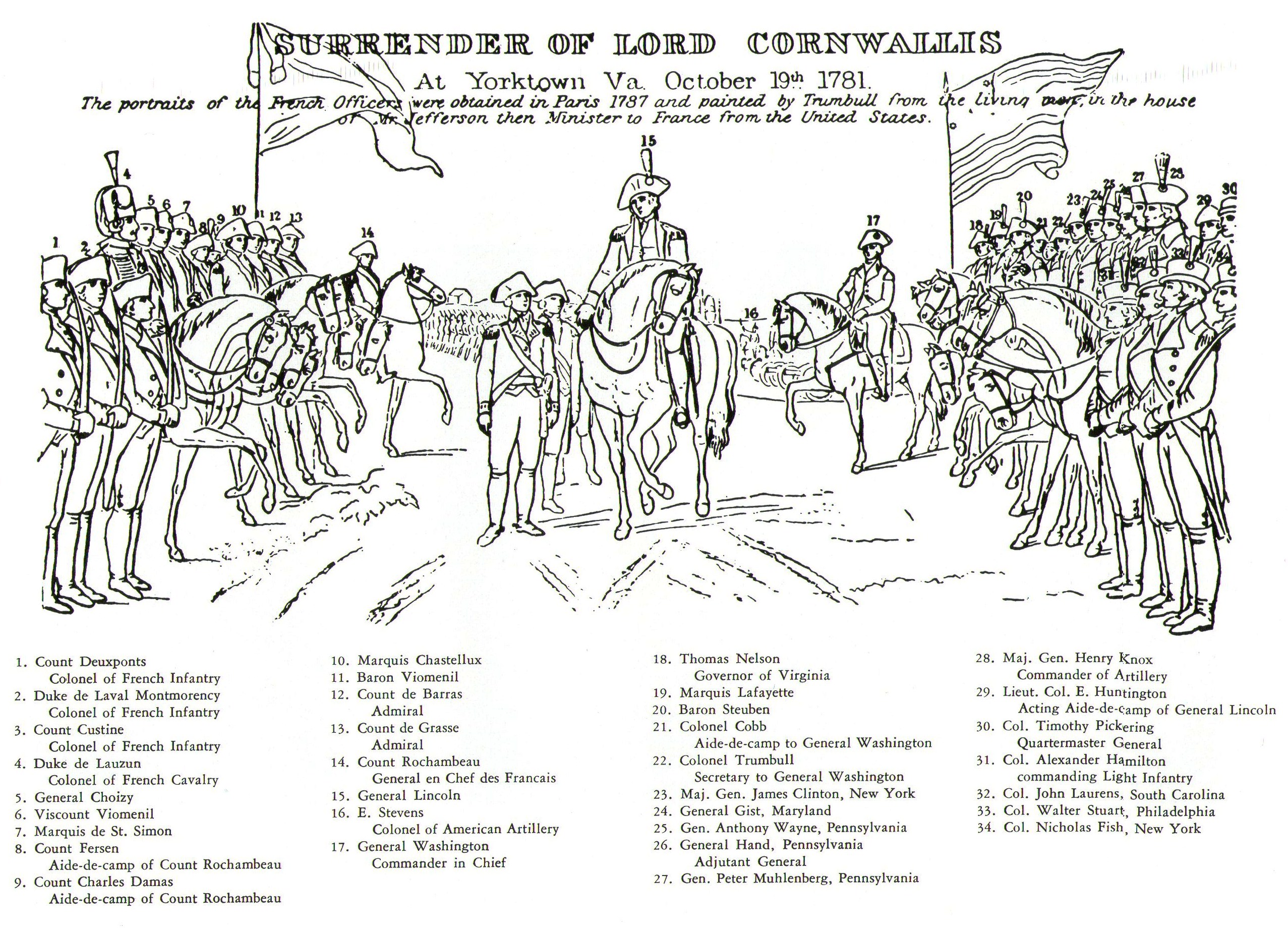
그림에 대한 또 다른 설명서

이 그림의 주제는 1781년 요크타운에서 일어난 영국군의 항복으로, 이는 미국 독립 전쟁의 마지막 주요 전역을 종결시켰다. 어두운 구름으로 가득 찬 푸른 하늘과 부서진 대포는 이 사건으로 이어진 전투를 암시한다. 9월 초, 7,000명의 병력과 함께 참호에 갇힌 콘월리스는 바다로부터의 구원을 바랐지만, 영국 함선은 프랑스 함대에 의해 격퇴되었다. 몇 주 안에 조지 워싱턴 장군은 훨씬 더 큰 군대를 배치했고, 그의 포병대는 10월 초에 영국 진지를 포격했다. 미국군과 프랑스군이 두 개의 영국 요새를 점령한 후, 콘월리스는 1781년 10월 19일에 항복했다.
장면의 중앙에는 미국 장군 벤저민 링컨이 백마를 타고 나타난다. 그는 항복하는 영국 장교 찰스 오하라가 들고 있는 칼을 향해 오른손을 뻗고 있으며, 찰스 오하라는 배경으로 길게 늘어선 군인들의 선두에 서 있다. 왼쪽에는 프랑스 장교들이 부르봉 왕가의 흰색 깃발 아래 서 있거나 말을 타고 있다. 오른쪽에는 성조기 아래 미국 장교들이 있으며, 그들 중에는 라파예트 후작과 화가의 형제인 조나단 트럼불 대령이 있다. 갈색 말을 타고 있는 조지 워싱턴 장군은 콘월리스 자신은 항복식에 참석하지 않았기 때문에 배경에 머물렀다. 로샹보 백작은 왼쪽 중앙에 갈색 말을 타고 있다.

## 같이 보기
- 남부 전선 (미국 독립 전쟁)
- 컨벤션군

## 내용주
1. ↑  Weir, pp. 9–10.
2. 1 2 3 4 5 6 7 8  Architect of the Capitol.
3. ↑  Weir, p. 19.
4. 1 2  Weir, p. 36.